# Freispruch
Der Freispruch ist ein Sachurteil, in dem das Gericht den Angeklagten für nicht überführt oder die für erwiesen angenommene Tat aus tatsächlichen oder rechtlichen Gründen für nicht strafbar erachtet (§ 267 Abs. 5 StPO). Der Freispruch ist eine durch Urteil getroffene Bestätigung der Unschuldsvermutung. Der Freispruch erwächst in materieller Rechtskraft und bewirkt den Strafklageverbrauch.
Wird ein Strafverfahren in der Hauptverhandlung aus prozessualen Gründen wegen eines Verfolgungshindernisses eingestellt, ergeht die Entscheidung dagegen durch Prozessurteil (Einstellungsurteil, § 260 Abs. 3 StPO). Das betrifft Fälle, in denen es dem Gericht untersagt ist, sich überhaupt sachlich mit dem erhobenen Vorwurf auseinanderzusetzen (Befassungsverbote).
Ist die Sache entscheidungsreif und müsste – ohne Berücksichtigung eines Verfahrenshindernisses – ein Freispruch erfolgen (Bestrafungsverbot), gilt der für den Angeklagten günstigere Grundsatz Freispruch vor Einstellung.
„Ein Freispruch ist für einen Rechtsstaat kein Makel.“ Dadurch wird vielmehr gezeigt, „dass der Rechtsstaat seine eigenen Kriterien ernst nimmt“ (Christoph Safferling).
In Deutschland enden etwa drei Prozent aller Strafverfahren mit einem Freispruch. Jährlich werden etwa 27.000 Angeklagte aus tatsächlichen Gründen oder aus Rechtsgründen freigesprochen.

## Freispruch durch Urteil
Der Freispruch ergeht durch Urteil. Wird der Angeklagte vollständig von den gegen ihn erhobenen Schuldvorwürfen freigesprochen, so trägt die Staatskasse die Kosten einschließlich der notwendigen Auslagen des Angeklagten, also insbes. die gesetzlichen Verteidigerkosten. Bei einem Teilfreispruch werden die Kosten des Verfahrens und die notwendigen Auslagen der Staatskasse insoweit auferlegt, als der Angeklagte freigesprochen wurde. Der Freispruch bezieht sich immer auf eine Tat im Sinne des § 264 StPO (also auf einen bestimmten in der Anklage geschilderten Lebenssachverhalt), nicht auf einzelne Straftatbestände. Beispiel: Wird dem Angeklagten Betrug in Tateinheit mit Urkundenfälschung zur Last gelegt, ist aber nur die Urkundenfälschung nachweisbar, wird der Angeklagte wegen Urkundenfälschung verurteilt, ohne dass ein Teilfreispruch wegen Betruges ergeht.
Der Freispruch vom Vorwurf einer Straftat bedeutet lediglich, dass keine schuldhafte Tatbegehung festgestellt werden konnte. Der Täter kann daher dennoch mit Maßregeln der Besserung und Sicherung beschwert werden, wenn festgestellt wird, dass der Angeklagte die Tat zwar begangen hat, aber schuldunfähig war.
Zweifel an der Schuld führen nach dem Grundsatz in dubio pro reo zu einem Freispruch.
Die Urteilsformel lautet: Der Angeklagte wird freigesprochen. Bei Teilfreisprüchen folgt auf den Schuld- und Strafausspruch die Wendung: Im Übrigen wird der Angeklagte freigesprochen. Floskeln wie „wegen erwiesener Unschuld“ oder „mangels Beweises“ (umgangssprachlich „Freispruch erster oder zweiter Klasse“ genannt) gehören schon seit langer Zeit nicht in die Urteilsformel.
In den Gründen des Urteils muss mitgeteilt werden, ob der Freispruch aus tatsächlichen oder aus rechtlichen Gründen erfolgte (§ 267 Abs. 5 Satz 1 und 2 StPO). „Aus tatsächlichen Gründen“ bedeutet, die Straftat konnte nicht nachgewiesen werden oder sie wurde erwiesenermaßen überhaupt nicht (jedenfalls nicht von diesem Angeklagten) begangen. „Aus rechtlichen Gründen“ bedeutet, dass das angeklagte Verhalten gar nicht strafbar war, also kein Straftatbestand erfüllt wurde.
Wenn gegen den Angeklagten im Rahmen des Ermittlungs- oder Strafverfahrens Strafverfolgungsmaßnahmen wie Untersuchungshaft oder vorläufige Entziehung der Fahrerlaubnis vollstreckt worden sind, muss das Gericht im freisprechenden Urteil auch entscheiden, ob dem Angeklagten hierfür eine Entschädigung zusteht. Das Strafgericht entscheidet hierbei nur über die Entschädigungspflicht als solche. Die Höhe der Entschädigung setzt die Landesjustizverwaltung fest.

## Aufhebung eines Freispruchs
Nach der deutschen Strafprozessordnung ist es nur sehr schwer möglich, einen einmal ergangenen, rechtskräftig gewordenen Freispruch wieder aufzuheben, auch wenn sich im Nachhinein Beweise ergeben, die praktisch zweifelsfrei die Schuld des Angeklagten beweisen. Begründet wird dies mit dem Grundsatz, dass niemand wegen derselben Tat mehrmals bestraft oder verfolgt werden darf. Wäre dies nicht der Fall, so die Befürworter der jetzigen Regelung, würden ansonsten alle Freisprüche dem Makel bloßer Vorläufigkeit, letztlich Beliebigkeit ausgesetzt. Der Versuch der Änderung dieser Regel sei ein „Angriff auf den Rechtsfrieden“. Dies kann z. B. zur Konsequenz haben, dass beispielsweise Mörder, die nach der Tat aus Mangel an Beweisen freigesprochen wurden, aber Jahre nach ihrer Tat durch DNA-Profil-Analysen, die früher noch nicht verfügbar waren, überführt werden, nicht nachträglich verurteilt werden können. Beispielhaft hierfür steht der Fall des Sexualmordopfers Frederike von Möhlmann, deren Mörder bekannt und auf freiem Fuß ist. Nach Ansicht von Kritikern der jetzigen Regelung wie dem Opferschutzverein Weißer Ring könne dies „nicht im Interesse des allgemeinen Rechtsfriedens“ sein.

## Anderweitige Verfahrensbeendigung ohne Verurteilung
Auch bedingt durch die Möglichkeit, Strafverfahren frühzeitig durch Einstellung (z. B. § 153, § 153a StPO) zu beenden, liegt die Zahl der tatsächlichen Freisprüche in einem geringen Bereich. Hat sich  ein Tatverdacht oder Anfangsverdacht gegen einen Beschuldigten bereits im vorausgehenden Ermittlungsverfahren nicht erhärtet, erfolgt eine Einstellung gemäß § 170 Abs. 2 StPO.

## „Freispruch erster Klasse“
Umgangssprachlich ist mit dem sogenannten Freispruch erster Klasse ein Freispruch wegen erwiesener Unschuld des Angeklagten gemeint. Wie beim nachfolgend beschriebenen „Freispruch zweiter Klasse“ handelt es sich um keinen juristischen Begriff oder Teil der Urteilsformel. Jedoch kann „erwiesene Unschuld“ in der Urteilsbegründung erwähnt werden. Rechtlich ist bedeutungslos, aus welchem der beiden Gründe freigesprochen wurde.

## „Freispruch zweiter Klasse“
Der sogenannte Freispruch zweiter Klasse ist ein Begriff, der insbesondere von Journalisten und teilweise von betroffenen Personen verwendet wird, um damit aus ihrer Sicht verbliebene Zweifel an der Schuldfrage bzw. eine unterbliebene vollständige Rehabilitation in den Gründen eines freisprechenden Urteils zum Ausdruck zu bringen. Entsprechendes gilt für Verfahrenseinstellung ohne Urteil. Bekannte Beispiele für Urteile, die laienhaft als „Freisprüche mangels Beweisen“ bezeichnet wurden, sind u. a. die Urteile im Kachelmann-Prozess und im Wiederaufnahmeverfahren von Gustl Mollath.
Beim „Freispruch zweiter Klasse“ handelt sich nicht um einen juristischen Begriff. Im Hinblick auf die Rechtsfolgen eines Urteils ist lediglich die Urteilsformel entscheidend. Die Urteilsgründe, die primär ein rechtsstaatliches Verfahren dokumentieren und die Überprüfbarkeit der Entscheidung in einer höheren Instanz ermöglichen sollen, können aus diesem Grunde auch regelmäßig nicht isoliert einer Überprüfung, z. B. durch eine Revision, zugeführt werden. Es besteht insofern nach herrschender Ansicht kein Anspruch auf die „richtige“ Urteilsbegründung, wenn die Urteilsformel nicht beanstandet wird. Lediglich in Ausnahmefällen hat das Bundesverfassungsgericht es in der Vergangenheit für möglich erachtet, dass auch ein freisprechendes Urteil durch die Art seiner Begründung Grundrechte verletzen kann. Der Europäische Gerichtshof für Menschenrechte urteilte 2015 demgegenüber, dass ein Freispruch mit einer Begründung, nach der das Gericht überzeugt sei, dass ein Freigesprochener schuldig sei, die Unschuldsvermutung nach Art. 6 Absatz 2 der Europäischen Menschenrechtskonvention verletze.

## Kostenfolgen

### Bundesrepublik Deutschland
Die Strafprozessordnung der Bundesrepublik Deutschland legt in § 467 Abs. 1 StPO (Kosten und notwendige Auslagen bei Freispruch, Nichteröffnung und Einstellung) fest:
„Soweit der Angeschuldigte freigesprochen, die Eröffnung des Hauptverfahrens gegen ihn abgelehnt oder das Verfahren gegen ihn eingestellt wird, fallen die Auslagen der Staatskasse und die notwendigen Auslagen des Angeschuldigten der Staatskasse zur Last.“ Der Begriff der notwendigen Auslagen wird dabei gleichermaßen verstanden, wie im Zivilprozess (vgl. § 91 ZPO).

### Republik Österreich
Die Strafprozessordnung (StPO) der Republik Österreich legt in § 390 Abs. 1 StPO fest:
„Wird das Strafverfahren auf andere Weise als durch einen Schuldspruch beendigt, so sind die Kosten in der Regel vom Bunde zu tragen.“

### Fürstentum Liechtenstein
Die Strafprozessordnung (StPO) des Fürstentums Liechtenstein legt in § 306 Abs. 1 StPO fest:
„Wird das Strafverfahren auf andere Weise als durch ein verurteilendes Erkenntnis beendigt, so sind die Kosten des Verfahrens und der Verteidigung vom Land zu tragen.“

### Schweizerische Eidgenossenschaft
Die Schweizerische Strafprozessordnung (StPO) legt im 2. Kapitel: (Verfahrenskosten) in Art. 422 (Verfahrenskosten, Begriff) und Art. 423 (Verfahrenskosten, Grundsätze) und Art. 426 (Kostentragungspflicht) fest:
„2. Kapitel: Verfahrenskosten
Art. 422 (Begriff)
1	Die Verfahrenskosten setzen sich zusammen aus den Gebühren zur Deckung des Aufwands und den Auslagen im konkreten Straffall.
2	Auslagen sind namentlich:
	a. Kosten für die amtliche Verteidigung und unentgeltliche Verbeiständung;
	b. Kosten für Übersetzungen;
	c. Kosten für Gutachten;
	d. Kosten für die Mitwirkung anderer Behörden;
	e. Post-, Telefon- und ähnliche Spesen.
Art. 423 (Grundsätze)
1	Die Verfahrenskosten werden vom Bund oder dem Kanton getragen, der das Verfahren geführt hat; abweichende Bestimmungen dieses Gesetzes bleiben vorbehalten.“
„Art. 426 (Kostentragungspflicht der beschuldigten Person und der Partei im selbstständigen Massnahmeverfahren)
1	Die beschuldigte Person trägt die Verfahrenskosten, wenn sie verurteilt wird. Ausgenommen sind die Kosten für die amtliche Verteidigung; vorbehalten bleibt Artikel 135 Absatz 4.
2	Wird das Verfahren eingestellt oder die beschuldigte Person freigesprochen, so können ihr die Verfahrenskosten ganz oder teilweise auferlegt werden, wenn sie rechtswidrig und schuldhaft die Einleitung des Verfahrens bewirkt oder dessen Durchführung erschwert hat.“